# Rhyncomya depressifrons
Rhyncomya depressifrons är en tvåvingeart som beskrevs av Villeneuve 1927. Rhyncomya depressifrons ingår i släktet Rhyncomya och familjen Rhiniidae. Inga underarter finns listade i Catalogue of Life.